# Classique (album de Dave)
Pour les articles homonymes, voir Classique.
Albums de Dave
Toujours le même bleu
(1996) Soit dit en passant
(2001)
Classique est le douzième album studio de Dave, sorti en juin 1998 chez EMI. Cet album bénéficie d'une réédition, contenant un titre en bonus, sortie en avril 2006 chez Believe/Austerlitz.

## Titres
1. C'est l'heure !  (rêve de Franz Liszt) - 4:28
2. Quel que soit le coin de terre  (l'hymne à la joie de Beethoven) -  2:44
3. Marie, mon rêve (ave maria de Gounod) -  2:49
4. L'amant d'un seul soir (aria de Bach)-  4:43
5. Nos accords (concerto n°21 de Mozart)- 3:39
6. Ma terre dolorosa (choral n°10 de Bach) - 3:49
7. Ils s'en vont (sonate n°8 de Beethoven) -  4:34
8. L'aveu d'un homme amoureux (sérénade) -  3:32
9. Lutèce et le nouveau monde  (Symphonie du nouveau monde de Antonín Dvořák)-  2:47
10. Splendeur des jours (ouverture de Tannhäuser) - 3:35
11. Ave Maria (Ave Maria de Schubert)- 5:55
12. Town village or hamlet - 2:45 (inédit - uniquement sur la réédition de 2006)

## Classements
| Classements (1998) | Meilleure position |
| ------------------ | ------------------ |
| France             | 46                 |